# فرگشت اسکیزوفرنی
فرگشت اسکیزوفرنی به نظریه انتخاب طبیعی اشاره دارد که به سود انتخاب صفاتی است که مشخصه این اختلال است. علائم مثبت ویژگی‌هایی هستند که در افراد سالم وجود ندارند اما در نتیجه روند بیماری ظاهر می‌شوند. اینها شامل توهم‌های بینایی و/یا شنوایی، هذیان ، پارانویا و اختلال‌های عمده فکری است. نشانه‌های منفی به ویژگی‌هایی اشاره دارد که معمولاً وجود دارند، اما در نتیجه روند بیماری کاهش می‌یابند یا وجود ندارند، از جمله کناره‌گیری اجتماعی، بی‌تفاوتی، بی‌لذتی، تعارض و استقامت رفتاری. علائم شناختی اسکیزوفرنی شامل اختلال در کارکردهای اجرایی، اختلال حافظه فعال و ناتوانی در حفظ توجه است.
با توجه به تعداد بالای افراد مبتلا به اسکیزوفرنی (تقریباً ۱٪ از جمعیت‌های امروزی)، بعید است که این اختلال صرفاً در جهش‌های تصادفی ریشه داشته باشد. در عوض، اعتقاد بر این است که، برخلاف ماهیت ناسازگارش، اسکیزوفرنی یا در طول سال‌ها انتخاب شده‌است یا به عنوان یک محصول جانبی انتخابی وجود دارد.